# Blek fickmossa
Blek fickmossa (Fissidens dubius) är en bladmossart som beskrevs av Palisot de Beauvois 1805. Blek fickmossa ingår i släktet fickmossor, och familjen Fissidentaceae. Arten är reproducerande i Sverige. Inga underarter finns listade i Catalogue of Life.

## Bildgalleri

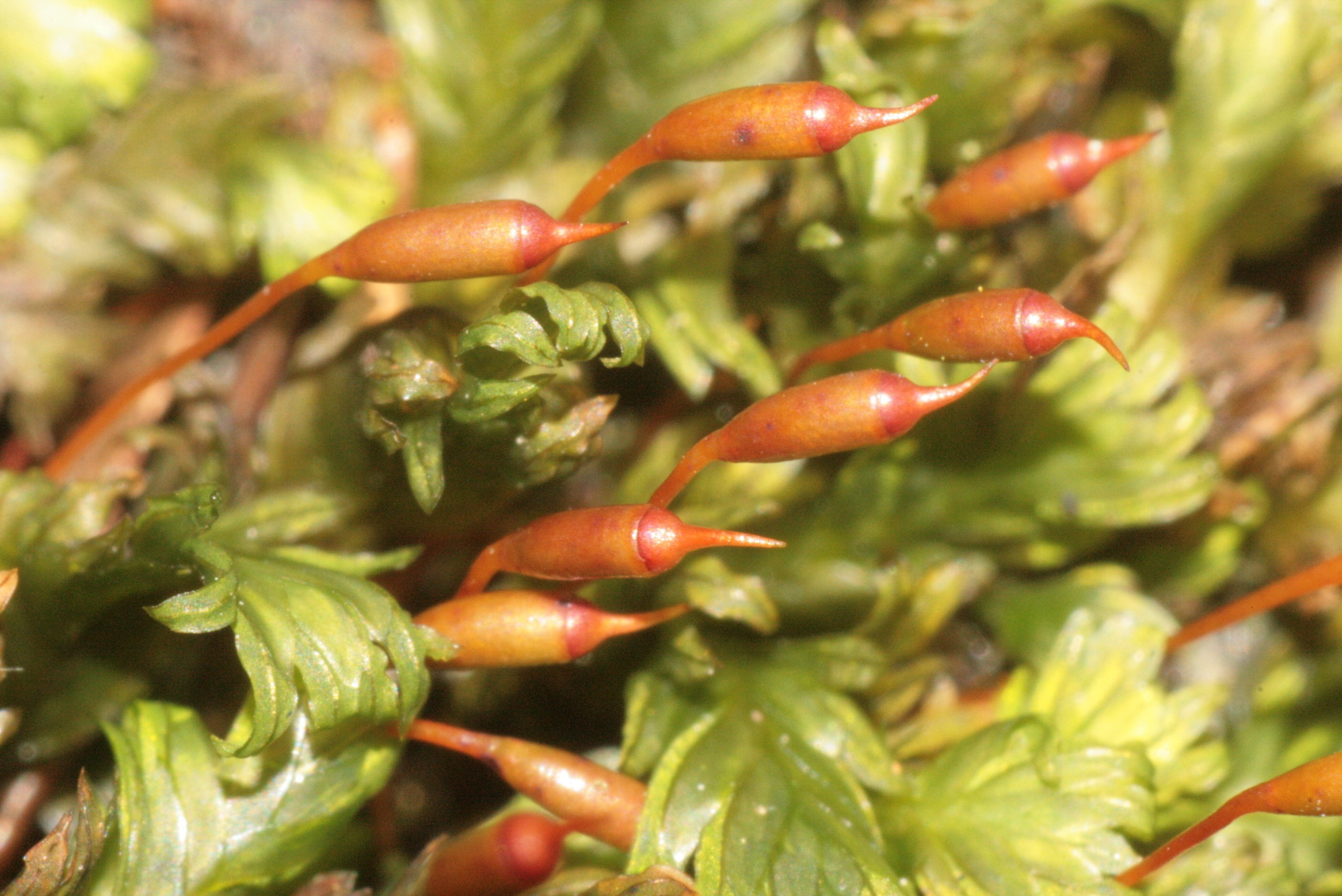
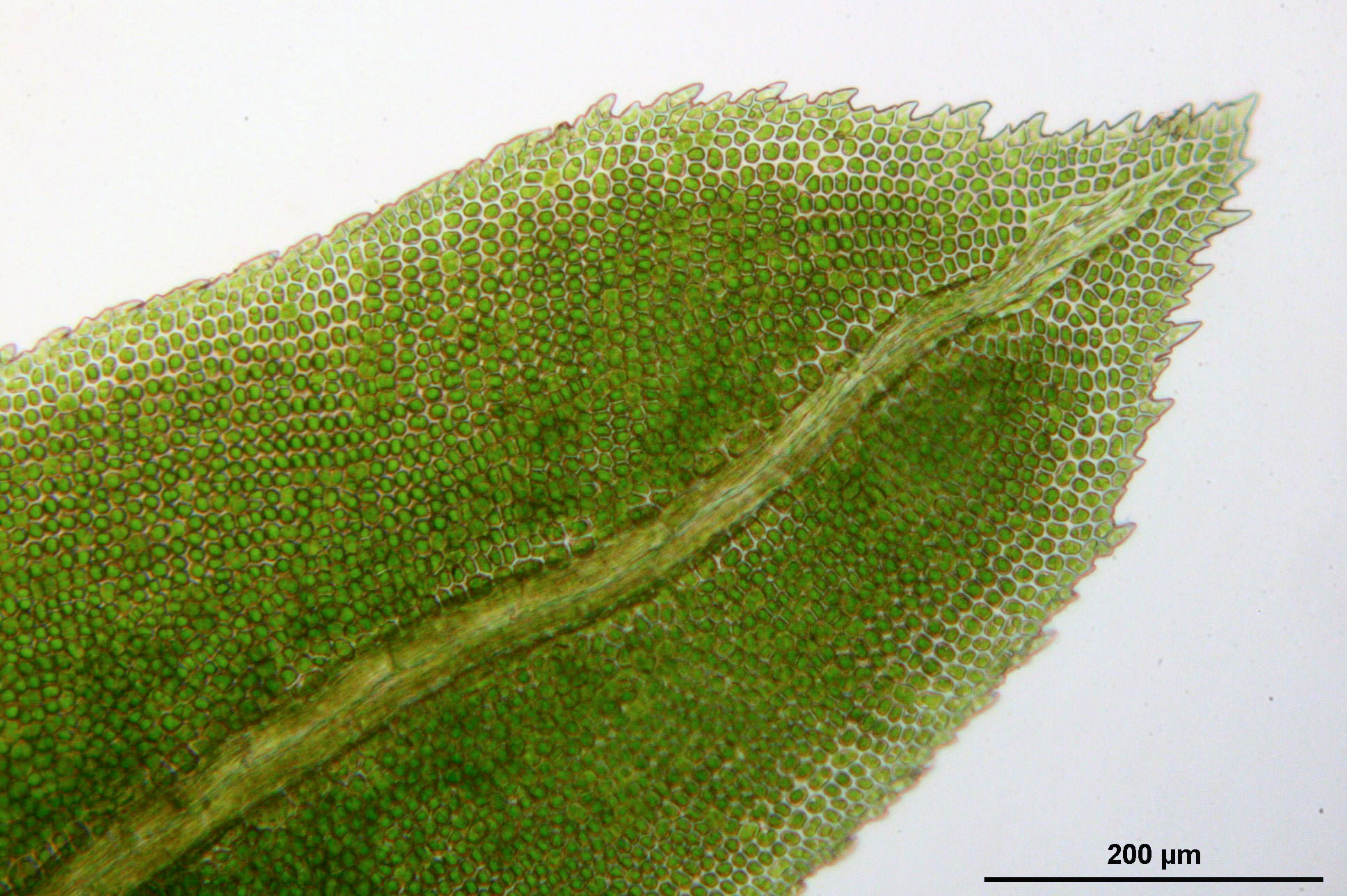